# Майсан
Мухафаза Майсан — (араб. ميسان), провінція (мухафаза) в Іраку. Знаходиться на сході країни, на кордоні з Іраном. Адміністративний центр — місто Ель-Амара. До 1976 була у складі вілаяту Амара. Територія 16 072 км², з населенням 971 400 осіб на 2011 рік.
Населення цієї мухафази найбільше постраждало під час Ірано-іракської війни. Тоді цей регіон був головним полем битви.
У 2003 він потрапив під контроль британських Збройних сил після вторгнення до Іраку.
З Майсан, Басри і Ді-Кара Влада коаліції хоче сформувати Південно-східну держава у складі Іракської федерації.
18 квітня 2007, ця область була передана силами Коаліції НД Іраку.

## Округи
- Ель-Амара
- Аль-Кахла
- Аль-Маймун
- Ель-Маджарр-ель-Кабір
- Алі-ель-Гарбі
- Калат-Салех